# Disk On Module
Disk On Module (z ang., skrót DOM) – pamięć typu flash ze złączem 40/44-pinowym IDE, ATA, Serial ATA lub USB, która po podłączeniu jest widziana przez BIOS jako zwykły dysk twardy i może być używana bez jakichkolwiek dodatkowych sterowników.
Moduły tego typu są najczęściej wykorzystywane w urządzeniach terminalowych, systemach wbudowanych oraz wszędzie tam, gdzie zachodzi wysokie ryzyko uszkodzenia standardowych dysków twardych (przykładowo ciężkie warunki fizyczne, wstrząsy) lub konieczność maksymalnego ograniczenia zużycia energii. Moduły tego typu charakteryzują się znacznie mniejszym poborem energii (pobór prądu podczas wykonywania operacji zwykle jest poniżej 100 mA). Wadą tego typu rozwiązań są małe pojemności pamięci (w porównaniu do standardowych rozwiązań dyskowych), które zazwyczaj wynoszą od 32 MiB do 64 GiB oraz niemożność odzyskania danych po ewentualnym uszkodzeniu modułu.
Rozwinięciem tej technologii są dyski SSD.